# 布罗尼斯瓦夫·马利诺夫斯基
布罗尼斯瓦夫·马利诺夫斯基（波蘭語：Bronisław Malinowski，1951年6月4日—1981年9月27日），波兰男子田径运动员。他曾代表波兰参加1972年、1976年和1980年夏季奥林匹克运动会田径比赛，获得一枚金牌和一枚银牌。